# فهرست نویسندگان به زبان فرانسوی بر پایه زمان
فهرست زیر شامل نویسندگان به زبان فرانسه‌است بر پایه زمان (تاریخ تولد) است.

## سدهٔ ۱۱
- تورولد (؟ -؟)
- ادمر دو شبن (۹۸۸–۱۰۳۴)

## سدهٔ ۱۲
- بنوا دو سنت-مور (؟ -۱۱۷۳)
- بلوندل دو نول (۱۱۷۵–۱۲۱۰)
- ژان بودل (۱۱۶۵–۱۲۱۰)
- ژان رنو (نویسنده) (اواخر قرن ۱۲-اوایل قرن ۱۳)
- ربر دو بورون (اواخر قرن ۱۲-اوایل قرن ۱۳)
- اد دو دوی (۱۱۱۰–۱۱۶۲)
- وس (۱۱۱۵–۱۱۸۰)
- کرتین دو تروا (۱۱۳۵–۱۱۸۳)
- جفروا دو ویلاردوئن (۱۱۴۸–۱۲۱۳)
- کنن دو بتون (۱۱۵۰–۱۲۲۰)
- الینان دو فرادمون (۱۱۶۰–۱۲۳۰)
- برول (۱۱۶۰–۱۲۱۳)
- گس بروله (۱۱۶۰–۱۲۱۳)
- توما دانگلتر (۱۱۷۰–۱۱۸۰)
- مری دو فرانس (۱۱۵۴–۱۱۸۹)
- گتیه دو کوانسی (۱۱۷۸–۱۲۳۶)

## سدهٔ ۱۳
- گیوم دو لوری (۱۲۰۰–۱۲۳۸)
- تیبو دو شامپاین (۱۲۰۱–۱۲۵۳)
- فیلیپ دو رمی (۱۲۱۰–۱۲۶۵)
- ژان دو ژوانویل (۱۲۲۴–۱۳۱۷)
- روتبوف (۱۲۳۰–۱۲۸۵)
- ادم دو لا ال (حدود ۱۲۴۰–حدود ۱۲۸۷)
- مارگریت پرت (حدود ۱۲۵۰–اول ژوئیه ۱۳۱۰)
- ژان دو مون (۱۲۴۰–۱۳۰۵)
- ژیل لو مویزی (۱۲۷۲–اکتبر ۱۳۵۳)
- پیر برسوییر (۱۳۰۰ –۱۳۶۲)
- ژان لو بل (حدود ۱۲۹۰–حدود ۱۳۷۰)
- کولن موزه (اواسط قرن ۱۳–؟)

## سدهٔ ۱۴
- گیوم دو ماشو (۱۳۷۷–۱۳۰۰)
- ژان دو ونت (۱۳۶۸–۱۳۰۷)
- نیکل اورسم (۱۳۸۲–۱۳۲۵)
- گستون ۳ دو فوآ-بئارن (۱۳۹۱–۱۳۳۱)
- ژان فرواسار (۱۴۰۴–۱۳۳۳)
- ژان دو کورسی (؟ - ۱۳۴۰)
- اوستاش دشام (۱۴۰۷–۱۳۴۶)
- ژان شرلیه (۱۴۲۹–۱۳۶۳)
- کریستین دو پیزان (۱۴۳۰–۱۳۶۴)
- آلن شارتیه (۱۴۳۵–۱۳۸۵)
- ژان ژوونال دزورسن (۱۴۷۳–۱۳۸۸)
- آنتوان دو لا سل (۱۴۶۹–۱۳۸۸)
- آنگران دو مونستروله (۱۴۵۳–۱۳۹۰)
- ژهان رنییه (۱۴۶۸–۱۳۹۲)
- شارل دوک اورلئان (۱۴۶۵–۱۳۹۴)
- اوستاش مارساده (۱۴۴۰ -؟)
- میشو تایوان (۱۴۴۸–۱۳۹۰/۱۳۹۵)
- واتریکه دو کوون (۱۳۳۰–۱۳۰۰)

## سدهٔ ۱۵
- ژان دو بوئی (۱۴۷۷–۱۴۰۵)
- مارتن لو فران (۱۴۶۱–۱۴۱۰)
- ژرژ شاستلن (۱۴۷۵–۱۴۱۵)
- آرنول و سیمون گربن (۱۴۷۰–۱۴۲۰)
- اولیویه دو لا مارش (۱۵۰۲–۱۴۲۵)
- مارسیال دو ورنی (۱۵۰۸–۱۴۳۰)
- فرانسوا ویون (۱۴۶۳–۱۴۳۱)
- ژان میشل (۱۵۰۱–۱۴۳۵)
- ژان مولینه (۱۵۰۷–۱۴۳۵)
- فیلیپ دو کومین (۱۵۱۱–۱۴۴۵)
- ژاک لوفور دتپل (۱۵۳۷–۱۴۵۵)
- ژان مرو (۱۵۲۶–۱۴۵۰)
- گیوم دوبوا (۱۵۲۵–۱۴۶۰)
- اوکتاوین دو سن-ژله (۱۵۰۲–۱۴۶۸)
- گیوم بوده (۱۵۴۰–۱۴۶۸)
- ژان لومر دو بلژ (۱۵۲۵–۱۴۷۳)
- پی‌یر گرینگور (۱۵۳۸–۱۴۷۵)
- ژان بوشه (۱۵۵۸–۱۴۷۶)
- فرانسوا رابله (۱۵۵۳–۱۴۸۳)
- ملن دو سن-ژله (۱۵۵۸–۱۴۹۱)
- مارگریت دو ناوار (۱۵۴۹–۱۴۹۲)
- کلمان مارو (۱۵۴۴–۱۴۹۶)

## سدهٔ ۱۶
- گیوم دو لا پریر (۱۵۶۵–۱۵۰۳)
- موریس سو (۱۵۶۲–۱۵۰۵)
- میشل دو لوسپیتال (۱۵۷۳–۱۵۰۵)
- گیوم گوئرول (۱۵۶۹–۱۵۰۷)
- ژان کالون (۱۵۶۴–۱۵۰۹)
- بنوانتور د پریه (۱۵۴۴–۱۵۱۰)
- پی‌یر ویره (۱۵۷۱–۱۵۱۱)
- توما سبیه (۱۵۸۹–۱۵۱۲)
- ژاک امیو (۱۵۹۳–۱۵۱۳)
- لوئی د مسور (۱۵۷۴–۱۵۱۵)
- گیوم بوشه (۱۵۹۴–۱۵۱۵)
- ژاک پولتیه دو مان (۱۵۸۲–۱۵۱۷)
- تئودور دو بز (۱۶۰۵–۱۵۱۹)
- نوئل دو فل (۱۵۹۱–۱۵۲۰)
- ژاک ایوه (۱۵۷۰–۱۵۲۰)
- ژیل دو گوبرویل (۱۵۷۸–۱۵۲۱)
- پونتو دو تیار (۱۶۰۵–۱۵۲۱)
- یواخیم دو بله (۱۵۶۰–۱۵۲۲)
- پی‌یر دو رونسار (۱۵۸۵–۱۵۲۴)
- فرانسوا اوتمان (۱۵۹۰–۱۵۲۴)
- لوئیز لبه (۱۵۶۵–۱۵۲۶)
- رمی بلو (۱۵۷۷–۱۵۲۸)
- اتین پاسکیه (۱۶۱۵–۱۵۲۹)
- اتین دو لا بوئسی (۱۵۶۳–۱۵۳۰)
- کلود فوشه (۱۶۰۲–۱۵۳۰)
- ژان بودن (۱۵۹۶–۱۵۳۰)
- آنری استین (۱۵۸۹–۱۵۳۱)
- ژان-آنتوان دو بائیف (۱۵۸۹–۱۵۳۲)
- اتین ژودل (۱۵۷۳–۱۵۳۲)
- میشل دو مونتنی (۱۵۹۲–۱۵۳۳)
- ژان دو لا تای (۱۶۱۷–۱۵۳۳/۱۵۴۰)
- ژان پاسرا (۱۶۰۲–۱۵۳۴)
- نیکولا راپن (۱۶۰۸–۱۵۳۵)
- ژان وکلن دو لا فرسنه (۱۶۰۶–۱۵۳۶)
- سوول دو سنت-مارت (۱۶۲۳–۱۵۳۶)
- بنین پواسنو (۱۵۸۷–۱۵۳۷)
- ژاک گره‌ون (۱۵۷۰–۱۵۳۸)
- الیویه دو سر (۱۶۱۹–۱۵۳۹)
- پیر پیتو (۱۵۹۶–۱۵۳۹)
- پیر دو بوردی (۱۶۱۴–۱۵۴۰)
- پیر دو لاریوی (۱۶۱۹–۱۵۴۰)
- فلوران کرستین (۱۵۹۶–۱۵۴۰)
- پی‌یر شارون (۱۶۰۳–۱۵۴۱)
- گیوم دو بارتا (۱۵۹۰–۱۵۴۴)
- ژان پاپیر ماسون (۱۶۱۱–۱۵۴۴)
- روبر گارنیه (۱۵۹۰–۱۵۴۵)
- فیلیپ دسپورت (۱۶۰۶–۱۵۴۶)
- پی‌یر دو لستوال (۱۶۱۱–۱۵۴۶)
- ژان دو لاسه‌پد (۱۶۲۳–۱۵۴۸)
- اتین تابورو دزاکور (۱۵۹۰–۱۵۴۹)
- فیلیپ دو مورنه (۱۶۲۳–۱۵۴۹)
- فرانسوا دامبواز (۱۶۱۹–۱۵۵۰)
- اودت دو تورنب (۱۵۸۱–۱۵۵۲)
- ژان برتو (۱۶۱۱–۱۵۵۲)
- تئودور آگریپا دوبین‌یه (۱۶۳۰–۱۵۵۲)
- فرانسوا دو مالرب (۱۶۳۰–۱۵۵۲)
- ژاک دوی دو پرون (۱۶۱۸–۱۵۵۶)
- فرانسوا بروآلد دو ورویل (۱۶۲۶–۱۵۵۶)
- گیوم دو ور (۱۶۲۱–۱۵۵۶)
- ژان دو اسپوند (۱۵۹۵–۱۵۵۷)
- ماکسیمیلین دو بتون (۱۶۴۱–۱۵۶۰)
- الکساندر اردی (۱۶۳۲–۱۵۶۰/۱۵۷۰)
- فرانسوا دو سال (۱۶۲۲–۱۵۶۷)
- اونوره دورفه (۱۶۲۵–۱۵۶۷)
- ژان بتیست شسین‌یه (۱۶۳۵–۱۵۷۰)
- ژان اوژیه دو گومبو (۱۶۶۶–۱۵۷۰)
- آنتوان دو نروز (۱۶۲۲–۱۵۷۰)
- متورن رینیه (۱۶۱۳–۱۵۷۳)
- آنتوان دو مون‌کرتین (۱۶۲۱–۱۵۷۵)
- آنری ۲ دو روآن (۱۶۳۸–۱۵۷۹)
- ژان دوورژیه دو اوران (۱۶۴۳–۱۵۸۱)
- فرانسوا منار (۱۶۴۶–۱۵۸۲)
- ژان-پیر کامو (۱۶۵۲–۱۵۸۳)
- ژان دو شولاندر (۱۶۳۵–۱۵۸۵)
- کلود فاور دو ووژلا (۱۶۵۰–۱۵۸۵)
- فرانسوا دو لا موت لو وایه (۱۶۷۲–۱۵۸۸)
- اونورا دو بوئی (۱۶۷۰–۱۵۸۹)
- تئوفیل دو ویو (۱۶۲۶–۱۵۹۰)
- فرانسوا لو متل دو بواس‌روبر (۱۶۶۲–۱۵۹۲)
- مارک آنتوان ژیرار دو سن-امان (۱۶۶۱–۱۵۹۴)
- ژان شاپلن (۱۶۷۴–۱۵۹۵)
- ژان دماره دو سن‌سورلن (۱۶۷۶–۱۵۹۵)
- رنه دکارت (۱۶۵۰–۱۵۹۶)
- کلود ملویل (۱۶۴۷–۱۵۹۷)
- ونسان ووآتور (۱۶۴۸–۱۵۹۷)
- ژان لوئی گه دو بالزاک (۱۶۸۴–۱۵۹۷)
- گیوم کولته (۱۶۵۹–۱۵۹۸)
- مادلن دو سبله (۱۶۷۸–۱۵۹۹)

## سدهٔ ۱۷
- مارن لو روا دو گومبرویل (۱۶۷۴–۱۶۰۰)
- ژرژ دو سکودری (۱۶۶۷–۱۶۰۱)
- تریستان لرمیت (۱۶۵۵–۱۶۰۱)
- گی پاتن (۱۶۷۲–۱۶۰۱)
- شارل سورل (۱۶۷۴–۱۶۰۲)
- پییر لو موان (۱۶۷۱–۱۶۰۲)
- شارل کوتن (۱۶۸۲–۱۶۰۴)
- ژان مره (۱۶۸۶–۱۶۰۴)
- پیر دو ریه (۱۶۵۸–۱۶۰۵)
- شارل کواپو داسوسی (۱۶۷۵–۱۶۰۵)
- پیر کورنی (۱۶۸۴–۱۶۰۶)
- آنتوان گومبو (۱۶۸۵–۱۶۰۷)
- مادلن دو سکودری (۱۷۰۱–۱۶۰۷)
- ژان روترو (۱۶۵۰–۱۶۰۹)
- پل اسکارون (۱۶۶۰–۱۶۱۰)
- فرانسوا اود دو مزوره (۱۶۸۳–۱۶۱۰)
- آنتوان آرنو (۱۶۹۴–۱۶۱۲)
- ریشمون بانشورو (? - ۱۶۱۲)
- ایزاک دو بنسوراد (۱۶۹۱–۱۶۱۲)
- پول دو گوندی (۱۶۷۹–۱۶۱۳)
- فرانسوا دو لا روشفوکو (۱۶۸۰–۱۶۱۳)
- شارل دو سنت-اورمون (۱۷۰۳–۱۶۱۴)
- ژان فرانسوا ساراسن (۱۶۵۴–۱۶۱۴)
- گوتیه دو کوست دو لا کلپروند (۱۶۶۳–۱۶۱۴)
- ژرژ دو بره‌بو (۱۶۶۱–۱۶۱۷)
- ژاک شوسون (۱۶۶۱–۱۶۱۸)
- روژه دو بوسی-ربوتن (۱۶۹۳–۱۶۱۸)
- سوینین دو سیرانو دو برژراک (۱۶۵۵–۱۶۱۹)
- آنتوان فورتیر (۱۶۸۸–۱۶۱۹)
- ژان دو لا فونتن (۱۶۹۵–۱۶۲۱)
- مولیر (۱۶۷۳–۱۶۲۲)
- بلز پاسکال (۱۶۶۲–۱۶۲۳)
- ژان رینیو دو سگره (۱۷۰۱–۱۶۲۴)
- توماس کورنی (۱۷۰۹–۱۶۲۵)
- ماری دو ربوتن-شانتال (۱۶۹۶–۱۶۲۶)
- لوران درولینکور (۱۶۸۰–۱۶۲۶)
- ژاک بنینی بوسوئه (۱۷۰۴–۱۶۲۷)
- گابریل دو گییراگ (۱۶۸۵–۱۶۲۸)
- شارل پرو (۱۷۰۳–۱۶۲۸)
- لوئی بوردالو (۱۷۰۴–۱۶۳۲)
- اسپری فلشیه (۱۷۱۰–۱۶۳۲)
- ماری-کاترین دو ویلدیو (۱۶۸۳–۱۶۳۲)
- مادام دو لا فایت (۱۶۹۳–۱۶۳۴)
- فیلیپ کینول (۱۶۸۸–۱۶۳۵)
- آدرین توما پردو دو سوبلینه (۱۶۹۶–۱۶۳۶)
- نیکولا بوالو (۱۷۱۱–۱۶۳۶)
- کلود لو پتی (۱۶۶۲–۱۶۳۸)
- نیکولا مالبرانش (۱۷۱۵–۱۶۳۸)
- ژان دونو دو ویزه (۱۷۱۰–۱۶۳۸)
- فیلیپ دو کورسیون (۱۷۲۰–۱۶۳۸)
- سزار ویشار دو سن-رئال (۱۶۹۲–۱۶۳۹)
- ژان راسین (۱۶۹۹–۱۶۳۹)
- کلود دو فلوری (۱۷۲۳–۱۶۴۰)
- لوئی مورری (۱۶۸۰–۱۶۴۳)
- ژان دو لا برویر (۱۶۹۶–۱۶۴۵)
- پی‌یر لو پزان (۱۷۱۴–۱۶۴۶)
- آنتوان گالان (۱۷۱۵–۱۶۴۶)
- پیر بل (۱۷۰۶–۱۶۴۷)
- شارل دوفرسنی (۱۷۲۴–۱۶۴۸)
- فرانسوا دو سلینیاک دو لا موت فنولون (۱۷۱۵–۱۶۵۱)
- ژان فرانسوا رنیار (۱۷۰۹–۱۶۵۵)
- برنار لو بوویه دو فونته‌نل (۱۷۵۷–۱۶۵۷)
- هنری بولنویلیه (۱۷۱۲–۱۶۵۸)
- شارل رولن (۱۷۴۱–۱۶۶۱)
- آلن رنه لوزاژ (۱۷۴۷–۱۶۶۸)
- ژان بتیست روسو (۱۷۴۱–۱۶۷۰)
- ژان بتیست دو بو (۱۷۴۲–۱۶۷۰)
- پروسپه ژولیو دو کره‌بیون (۱۷۶۲–۱۶۷۴)
- لوئی دو رووروی، دوک سن‌سیمون (۱۷۵۵–۱۶۷۵)
- فیلیپ نریکول دستوش (۱۷۵۴–۱۶۸۰)
- پیر دو ماریوو (۱۷۶۳–۱۶۸۸)
- الکسی پیرون (۱۷۷۳–۱۶۸۹)
- شارل دو مونتسکیو (۱۷۵۵–۱۶۸۹)
- لوئی پتی دو بشومون (۱۷۷۱–۱۶۹۰)
- ولتر (۱۷۷۸–۱۶۹۴)
- رنه لوئی دو ووایه دو پولمی دارژنسون (۱۷۵۷–۱۶۹۴)
- آنتوان فرانسوا پره‌وو (۱۷۶۳–۱۶۹۷)
- ماری دو ویشی شرمون (۱۷۸۰–۱۶۹۷)
- ماری آن باربیه (۱۷۴۲ - ?)

## سدهٔ ۱۸
- شارل پینو دوکلو (۱۷۷۲–۱۷۰۴)
- کلود پروسپه ژولیو دو کره‌بییون (۱۷۷۷–۱۷۰۷)
- ژرژ-لوئی لکرک کنت دو بوفون (۱۷۸۸–۱۷۰۷)
- فرانسوا بلانشه (۱۷۸۴–۱۷۰۷)
- ژولین اوفره دو لا متری (۱۷۵۱–۱۷۰۹)
- گابریل بونو دو مبلی (۱۷۸۵–۱۷۰۹)
- ژان بتیست گره‌سه (۱۷۷۷–۱۷۰۹)
- ژان-ژاک لوفران دو پومپینیان (۱۷۸۴–۱۷۰۹)
- شارل سیمون فاوار (۱۷۹۲–۱۷۱۰)
- ژان-ژاک روسو (۱۷۷۸–۱۷۱۲)
- دنی دیدرو (۱۷۸۴–۱۷۱۳)
- اتین بونو دو کندیاک (۱۷۸۰–۱۷۱۴)
- مادام ریکوبونی (۱۷۹۲–۱۷۱۳)
- کلود آدرین هلوسیوس (۱۷۷۱–۱۷۱۵)
- لوک دو کلاپیر، مارکی دو ووونارگ (۱۷۴۷–۱۷۱۵)
- ژان-فرانسوا دو سن‌لامبر (۱۸۰۳–۱۷۱۶)
- لوئی کاربوژی کارمونتل (۱۸۰۶–۱۷۱۷)
- ژان لو رون دالامبر (۱۷۸۳–۱۷۱۷)
- میشل-ژان سدن (۱۷۹۷–۱۷۱۹)
- ژاک کازوت (۱۷۹۲–۱۷۲۰)
- فرانسوا-ژوزف برادیه دو بتو (۱۷۹۴–۱۷۲۰)
- تیفنی دو لا روش (۱۷۷۴–۱۷۲۲)
- بارون دولباخ (۱۷۸۹–۱۷۲۳)
- ژان-فرانسوا مارمونتل (۱۷۹۹–۱۷۲۳)
- جاکومو کازانووا (۱۷۹۸–۱۷۲۵)
- آن روبر ژاک تورگو (۱۷۸۱–۱۷۲۷)
- ژوزف لانژوئینه (۱۸۰۸–۱۷۳۰)
- پیر بومارشه (۱۷۹۹–۱۷۳۲)
- ژان باپتیست لوفبر دو ویلبرون (۱۸۰۹–۱۷۳۲)
- نیکولا ادم رستیف (۱۸۰۶–۱۷۳۴)
- شارل ژوزف، پرنس لینی (۱۸۱۴–۱۷۳۵)
- ژاک–آنری برناردن دو سن–پیر (۱۸۱۴–۱۷۳۷)
- ژاک دولیل (۱۸۱۳–۱۷۳۸)
- مارکی دو ساد (۱۸۱۴–۱۷۴۰)
- بل دو زیلان (۱۸۰۵–۱۷۴۰)
- پیر-آمبرواز شودرلو دو لاکلو (۱۸۰۳–۱۷۴۱)
- مارکی دو کندورسه (۱۷۹۴–۱۷۴۳)
- ژان-آنتوان روشه (۱۷۹۴–۱۷۴۵)
- ژان-سیفرن موری (۱۸۱۷–۱۷۴۶)
- فلیسیته دو ژنلی (۱۸۳۰–۱۷۴۶)
- ارمان-لوئی دو گنتو بیرون (۱۷۹۳–۱۷۴۷)
- اونوره گابریل ریکوتی، کنت دو میرابو (۱۷۹۱–۱۷۴۹)
- نیکولا-ژوزف-لوران ژیلبر (۱۷۸۰–۱۷۵۰)
- اواریست دو پارنی (۱۸۱۴–۱۷۵۳)
- ژوزف دو مستر (۱۸۲۱–۱۷۵۳)
- ژوزف ژوبر (۱۸۲۴–۱۷۵۴)
- ژان-پیر کلاری دو فلوریان (۱۷۹۴–۱۷۵۴)
- ژاک پیر بریسو (۱۷۹۳–۱۷۵۴)
- شارل-موریس دو تالیران-پریگور (۱۸۳۸–۱۷۵۴)
- کنستانتن-فرانسوا شاسبوف (۱۸۲۰–۱۷۵۷)
- آندره شنیه (۱۷۹۴–۱۷۶۲)
- لوئی-شارل کنیه (۱۸۴۲–۱۷۶۲)
- سوفی دو کوندورسه (۱۸۲۲–۱۷۶۴)
- مادام دو استائل (۱۸۱۷–۱۷۶۶)
- امانوئل، کنت دو لاکاز (۱۸۴۲–۱۷۶۶)
- بنژامن کنستان (۱۸۳۰–۱۷۶۷)
- ژوزف فیه‌وه (۱۸۳۹–۱۷۶۷)
- فرانسوا-رنه دو شاتوبریان (۱۸۴۸–۱۷۶۸)
- شارل-لوئی کده دو گاسیکور (۱۸۲۱–۱۷۶۹)
- سوفی کوتن (۱۸۰۷–۱۷۷۰)
- اتین پیور دو سنانکور (۱۸۴۶–۱۷۷۰)
- پل-لوئی کوریه دو مره (۱۸۲۵–۱۷۷۲)
- رنه-شارل گیلبر دو پیکسره‌کور (۱۸۴۴–۱۷۷۳)
- اوژن-فرانسوا ویدوک (۱۸۵۷–۱۷۷۵)
- شارل نودیه (۱۸۴۴–۱۷۸۰)
- پیر-ژان دو برانژه (۱۸۵۷–۱۷۸۰)
- تئوفیل ماریون دومرسان (۱۸۴۹–۱۷۸۰)
- فلیسیته روبر دو لامنه (۱۸۵۴–۱۷۸۲)
- پروسپر دو بارانت (۱۸۶۶–۱۷۸۲)
- ویکتور آنری-ژوزف برائن دوکانژ (۱۸۳۳–۱۷۸۳)
- استاندال (۱۸۴۲–۱۷۸۳)
- پیر-آنتوان لبرون (۱۸۷۳–۱۷۸۵)
- مارسلین دبورد-والمور (۱۸۵۹–۱۷۸۶)
- آلفونس راب (۱۸۲۹–۱۷۸۶)
- تئودور لوکلرک (۱۸۵۱–۱۷۸۷)
- فرانسوا گیزو (۱۸۷۴–۱۷۸۷)
- ابل دوفرسن (۱۸۷۲–۱۷۸۸)
- الکساندر گیرو (۱۸۴۷–۱۷۸۸)
- شارل-ویکتور پروو، ویکنت دارلنکور (۱۸۵۶–۱۷۸۸)
- آلفونس دو لامارتین (۱۸۶۹–۱۷۹۰)
- پل دو کوک (۱۸۷۱–۱۷۹۳)
- آگوستن تیری (۱۸۵۶–۱۷۹۵)
- آدولف تیر (۱۸۷۷–۱۷۹۷)
- کازیمیر دلاوینی (۱۸۶۳–۱۷۹۷)
- آلفرد، کنت دو وینی (۱۸۶۳–۱۷۹۷)
- ژول میشله (۱۸۷۴–۱۷۹۸)
- اگوست کنت (۱۸۵۷–۱۷۹۸)
- سوفی، کنتس دو سگور (۱۸۷۴–۱۷۹۹)
- آنری مونیه (۱۸۷۷–۱۷۹۹)
- انوره دو بالزاک (۱۸۵۰–۱۷۹۹)
- ژان-ژاک آمپر (۱۸۶۴–۱۸۰۰)

## سدهٔ ۱۹

### ۱۸۰۹–۱۸۰۰
- کلود تیلیه (۱۸۴۴–۱۸۰۱)
- ویکتور هوگو (۱۸۸۵–۱۸۰۲)
- الکساندر دوما (۱۸۷۰–۱۸۰۲)
- پروسپر مریمه (۱۸۷۰–۱۸۰۳)
- ادگار کینه (۱۸۷۵–۱۸۰۳)
- شارل-آگوستن سنت-بوو (۱۸۶۹–۱۸۰۴)
- ژرژ ساند (۱۸۷۶–۱۸۰۴)
- اوژن سو (۱۸۵۷–۱۸۰۴)
- الکسی دو توکویل (۱۸۵۹–۱۸۰۵)
- آگوست آنیسه-بورژوا (۱۸۷۱–۱۸۰۶)
- شارل لسیی (۱۸۴۳–۱۸۰۶)
- دزیره نیزار (۱۸۸۸–۱۸۰۶)
- امیل سووستر (۱۸۵۴–۱۸۰۶)
- آلوازیوس برتران (۱۸۴۱–۱۸۰۷)
- ژرار دو نروال (۱۸۵۵–۱۸۰۸)
- ژول باربی دورو وه‌ای (۱۸۸۹–۱۸۰۸)
- پیر-ژوزف پرودون (۱۸۶۵–۱۸۰۹)
- پترو بورل (۱۸۵۹–۱۸۰۹)
- خاوییر فورنوره (۱۸۸۴–۱۸۰۹)

### ۱۸۱۰–۱۸۱۹
- اژزیپ مورو (۱۸۳۸–۱۸۱۰)
- موریس دو گرن (۱۸۳۹–۱۸۱۰)
- آلفرد دو موسه (۱۸۵۷–۱۸۱۰)
- ژوزف بوشاردی (۱۸۷۰–۱۸۱۰)
- تئوفیل گوتیه (۱۸۷۲–۱۸۱۱)
- فیلوته اونه‌دی (۱۸۷۵–۱۸۱۱)
- آدولف دانری (۱۸۸۹–۱۸۱۱)
- ویکتور دوروی (۱۸۹۴–۱۸۱۱)
- ویکتور دو لاپراد (۱۸۸۳–۱۸۱۲)
- لوئیز-ویکتورین اکرمان (۱۸۹۰–۱۸۱۳)
- الفونس اسکیرو (۱۸۷۶–۱۸۱۴)
- الی برته (۱۸۹۱–۱۸۱۵)
- اوژن لابیش (۱۸۸۸–۱۸۱۵)
- آرتور دو گوبینو (۱۸۸۲–۱۸۱۶)
- پل فوآل (۱۸۸۷–۱۸۱۷)
- پیر زاکون (۱۸۹۵–۱۸۱۷)
- لوکونت دو لیل (۱۸۹۴–۱۸۱۸)

### ۱۸۲۰–۱۸۲۹
- اوژن فرومنتن (۱۸۷۶–۱۸۲۰)
- امیل اوژیه (۱۸۸۹–۱۸۲۰)
- شارل بودلر (۱۸۶۷–۱۸۲۱)
- گوستاو فلوبر (۱۸۸۰–۱۸۲۱)
- ژول شامفلوری (۱۸۸۹–۱۸۲۱)
- ادمون دو گنکور (۱۸۹۶–۱۸۲۲)
- ارکمن شاتریان (۱۸۹۹–۱۸۲۲)
- لوئی منار (۱۹۰۱–۱۸۲۲)
- تئودور دو بانویل (۱۸۹۱–۱۸۲۳)
- ارنست رنان (۱۸۹۲–۱۸۲۳)
- تئودور باریر (۱۸۷۷–۱۸۲۳)
- زاویه دو مونتپن (۱۹۰۲–۱۸۲۳)
- الکساندر دوما (پسر) (۱۸۹۵–۱۸۲۴)
- شارل دو کوسته (۱۸۷۹–۱۸۲۷)
- اکتاو لاکروا (۱۹۰۱–۱۸۲۷)
- اوژن شاوت (۱۹۰۲–۱۸۲۷)
- ادمون آبو (۱۸۸۵–۱۸۲۸)
- ایپولیت تن (۱۸۹۳–۱۸۲۸)
- ژول ورن (۱۹۰۵–۱۸۲۸)
- زنائید فلوریو (۱۸۹۰–۱۸۲۹)

### ۱۸۳۰–۱۸۳۹
- نوما-دنی فوستل دو کولانژ (۱۸۸۹–۱۸۳۰)
- هکتور مالو (۱۹۰۷–۱۸۳۰)
- آنری روشفور (۱۹۱۳–۱۸۳۰)
- رائول دو ناوری (۱۸۸۵–۱۸۳۱)
- ویکتورین ساردو (۱۹۰۸–۱۸۳۱)
- امیل گابوریو (۱۸۷۳–۱۸۳۲)
- لئون گوتیه (۱۸۹۷–۱۸۳۲)
- ژول واله (۱۸۸۵–۱۸۳۲)
- ژی برونو (۱۹۲۳–۱۸۳۳)
- ادوار پایرون (۱۸۹۹–۱۸۳۴)
- ژان-ماری دگینیه (۱۹۰۵–۱۸۳۴)
- اوژن لو روا (۱۹۰۷–۱۸۳۶)
- لوئیز دروه (۱۸۹۸–۱۸۳۶)
- آنری بک (۱۸۹۹–۱۸۳۷)
- آگوست دو ویلیر دو لیل-آدام (۱۸۸۹–۱۸۳۸)
- سولی پرودوم (۱۹۰۷–۱۸۳۹)
- ژول لرمینا (۱۹۱۳–۱۸۳۹)

### ۱۸۴۰–۱۸۴۹
- آلفونس دوده (۱۸۹۷–۱۸۴۰)
- امیل زولا (۱۹۰۲–۱۸۴۰)
- ژول کلارتی (۱۹۱۳–۱۸۴۰)
- شارل کرو (۱۸۸۸–۱۸۴۲)
- استفان مالارمه (۱۸۹۸–۱۸۴۲)
- ژوزه-ماریا دو اردیا (۱۹۰۵–۱۸۴۲)
- فرانسوا کوپه (۱۹۰۸–۱۸۴۲)
- پل آرن (۱۸۹۶–۱۸۴۳)
- پل ورلن (۱۸۹۶–۱۸۴۴)
- آناتول فرانس (۱۹۲۴–۱۸۴۴)
- تریستان کوربیر (۱۸۷۵–۱۸۴۵)
- موریس رولینا (۱۹۰۳–۱۸۴۶)
- اتین روشور (۱۹۰۶–۱۸۴۶)
- لئون بلوا (۱۹۱۷–۱۸۴۶)
- امیل فاگه (۱۹۱۶–۱۸۴۷)
- یوریس کارل هویسمانس (۱۹۰۷–۱۸۴۸)
- آگوست آنژلیه (۱۹۱۱–۱۸۴۸)
- اکتاو میربو (۱۹۱۷–۱۸۴۸)
- ژرژ دو پیربرون (۱۹۱۷–۱۸۴۸)
- ژرژ اونه (۱۹۱۸–۱۸۴۸)
- ادگار لا سلو (۱۸۹۲–۱۸۴۹)
- سیبیل گابریل ریکتی دو میرابو (۱۹۳۲–۱۸۴۹)
- ژان ریشپن (۱۹۲۶–۱۸۴۹)
- ژرژ دو پورتو-ریش (۱۹۳۰–۱۸۴۹)
- پل کونیسه-کارنو (۱۹۱۹–۱۸۴۹)

### ۱۸۵۰–۱۸۵۹
- گی دو موپاسان (۱۸۹۳–۱۸۵۰)
- پیر لوتی (۱۹۲۳–۱۸۵۰)
- ژرمن نووو (۱۹۲۰–۱۸۵۱)
- آگوست ژرار (۱۹۲۲–۱۸۵۲)
- المیر بورژ (۱۹۲۵–۱۸۵۲)
- پل بورژه (۱۹۳۵–۱۸۵۲)
- ژان-لوئی دوبو دو لافوره (۱۹۰۲–۱۸۵۳)
- موریس رولینا (۱۹۰۳–۱۸۵۳)
- آرتور رمبو (۱۸۹۱–۱۸۵۴)
- آلفونز آله (۱۹۰۵–۱۸۵۴)
- لورن تیاد (۱۹۱۹–۱۸۵۴)
- ژرژ رودنباخ (۱۸۹۸–۱۸۵۵)
- امیل وراران (۱۹۱۶–۱۸۵۵)
- ژان موره‌آ (۱۹۱۰–۱۸۵۶)
- پیر دوکورسل (۱۹۲۶–۱۸۵۶)
- گوستاو لانسون (۱۹۳۴–۱۸۵۷)
- نیل دوف (۱۹۴۲–۱۸۵۸)
- آلبر سامن (۱۹۰۰–۱۸۵۸)
- ژول لومتر (۱۹۱۵–۱۸۵۸)
- رمی دو گورمون (۱۹۱۵–۱۸۵۸)
- امیل دورکیم (۱۹۱۷–۱۸۵۸)
- آلفرد کاپو (۱۹۲۲–۱۸۵۸)
- ژرژ کورتلین (۱۹۲۹–۱۸۵۸)
- آناتول لو براز (۱۹۲۶–۱۸۵۹)
- گوستاو کان (۱۹۳۶–۱۸۵۹)
- آنری برگسون (۱۹۴۱–۱۸۵۹)

### ۱۸۶۰–۱۸۶۹
- ژول لافورگ (۱۸۸۷–۱۸۶۰)
- پل مارگریت (۱۹۱۸–۱۸۶۰)
- میشل زواکو (۱۹۱۸–۱۸۶۰)
- سن-پل-رو (۱۹۴۰–۱۸۶۱)
- پل آدام (۱۹۲۰–۱۸۶۲)
- لئو کلارتی (۱۹۲۴–۱۸۶۲)
- ژرژ دارین (۱۹۲۱–۱۸۶۲)
- ژرژ فیدو (۱۹۲۱–۱۸۶۲)
- موریس بارس (۱۹۲۳–۱۸۶۲)
- رنه گیل (۱۹۲۵–۱۸۶۲)
- مکس السکان (۱۹۳۱–۱۸۶۲)
- موریس مترلینک (۱۹۴۹–۱۸۶۲)
- استوار مریل (۱۹۱۵–۱۸۶۳)
- شارل لو گوفیک (۱۹۳۲–۱۸۶۳)
- مارگریت اودو (۱۹۳۷–۱۸۶۳)
- ژول رنار (۱۹۱۰–۱۸۶۴)
- آنری دو رینیه (۱۹۳۶–۱۸۶۴)
- موریس لوبلان (۱۹۴۱–۱۸۶۴)
- ژرژ-آلبر اوریه (۱۸۹۲–۱۸۶۵)
- رومن رولان (۱۹۴۴–۱۸۶۶)
- تریستان برنار (۱۹۴۷–۱۸۶۶)
- رنه بوالسو (۱۹۲۶–۱۸۶۷)
- لئون دوده (۱۹۴۲–۱۸۶۷)
- ژئان-ریکتوس (۱۹۳۳–۱۸۶۷)
- اوگ روبل (۱۹۰۵–۱۹۶۷)
- مارسل شووب (۱۹۰۵–۱۸۶۷)
- پل-ژان توله (۱۹۲۰–۱۸۶۷)
- الکساندرا داوید-نئل (۱۹۶۹–۱۸۶۸)
- ادمون روستان (۱۹۱۸–۱۸۶۸)
- گاستون لورو (۱۹۲۷–۱۸۶۸)
- شارل مورا (۱۹۵۲–۱۸۶۸)
- موریس شامپاین (۱۹۵۱–۱۸۶۸)
- فرانسیس ژام (۱۹۳۸–۱۸۶۸)
- امیل شارتیه (۱۹۵۱–۱۸۶۸)
- پل کلودل (۱۹۵۵–۱۸۶۸)
- آندره اسپیر (۱۹۶۶–۱۸۶۸)
- امیل بودن (۱۹۲۳–۱۸۶۹)
- گاستون آرمان دو کایاوه (۱۹۱۵–۱۸۶۹)
- آندره ژید (۱۹۵۱–۱۸۶۹)

### ۱۸۷۹–۱۸۷۰
- پیر لوئی (۱۹۲۵–۱۸۷۰)
- ژاک بولنژه (۱۹۴۴–۱۸۷۰)
- آرتور برند (۱۹۳۷–۱۸۷۱)
- مارسل پروست (۱۹۲۲–۱۸۷۱)
- پل والری (۱۹۴۵–۱۸۷۱)
- آنری باتای (۱۹۲۲–۱۸۷۲)
- روبر دو فلر (۱۹۲۷–۱۸۷۲)
- پل لئوتو (۱۹۵۶–۱۸۷۲)
- لوئی ماندن (۱۹۴۴–۱۸۷۲)
- پل فور (۱۹۶۰–۱۸۷۲)
- آلفرد ژاری (۱۹۰۷–۱۸۷۳)
- شارل پگی (۱۹۱۴–۱۸۷۳)
- هنری باربوس (۱۹۳۵–۱۸۷۳)
- فرانسوا-پل آلیبر (۱۹۵۳–۱۸۷۳)
- کولت (۱۹۵۴–۱۸۷۳)
- شارل-لوئی فیلیپ (۱۹۰۹–۱۸۷۴)
- امیل گیومن (۱۹۵۱–۱۸۷۳)
- پیر سووستر (۱۹۱۴–۱۸۷۴)
- آلبر تیبوده (۱۹۳۶–۱۸۷۴)
- لوسی دلارو-ماردرو (۱۹۴۵–۱۸۷۴)
- مارک لوکلر (۱۹۴۶–۱۸۷۴)
- آنری ژان-ماری لوه (۱۹۰۶–۱۸۷۴)
- آنا دو نوآی (۱۹۳۳–۱۸۷۶)
- ماکس ژاکوب (۱۹۴۴–۱۸۷۶)
- لئون-پل فارگ (۱۹۴۷–۱۸۷۶)
- پیر آلبر-بیرو (۱۹۶۷–۱۸۷۶)
- آلفونس دو بردنبک دو شاتوبریان (۱۹۵۱–۱۸۷۷)
- اسکار ونتسسلاس دو لوبیچ-میلوش (۱۹۳۹–۱۸۷۷)
- رمون روسل (۱۹۳۳–۱۸۷۷)
- شارل-فردینان راموز (۱۹۴۷–۱۸۷۸)
- ویکتور سگالان (۱۹۱۹–۱۸۷۸)
- لئون ورت (۱۹۵۵–۱۸۷۸)
- آنری باشلن (۱۹۴۱–۱۸۷۹)
- آنری دو مونفرد (۱۹۷۴–۱۸۷۹)
- آندره ماری (۱۹۶۲–۱۸۷۹)
- امیل نلیگان (۱۹۴۱–۱۸۷۹)
- فرانسیس پیکابیا (۱۹۵۳–۱۸۷۹)

### ۱۸۸۹–۱۸۸۰
- گیوم آپولینر (۱۹۱۸–۱۸۸۰)
- ژاک دیسور (۱۹۵۲–۱۸۸۰)
- لوئی آمون (۱۹۱۳–۱۸۸۰)
- فرانسیس دو میوماندر (۱۹۵۹–۱۸۸۰)
- والری لاربو (۱۹۵۷–۱۸۸۱)
- روژه مارتن دو گار (۱۹۵۸–۱۸۸۱)
- آندره سالمون (۱۹۶۹–۱۸۸۱)
- ژروم کارکوپینو (۱۹۷۰–۱۸۸۱)
- کاترین پوتزی (۱۹۳۴–۱۸۸۲)
- ژان ژیرودو (۱۹۴۴–۱۸۸۲)
- فاطمه آیت منصور عمروش (۱۹۶۷–۱۸۸۲)
- آندره بیلی (۱۹۷۱–۱۸۸۲)
- ماری نوئل (۱۹۶۷–۱۸۸۳)
- پیر دومارشه (پیر مک‌اورلان) (۱۹۷۰–۱۸۸۳)
- ژان مارکه (۱۹۵۴–۱۸۸۳)
- ژول سوپرویل (۱۹۶۰–۱۸۸۴)
- گاستون باشلار (۱۹۶۲–۱۸۸۴)
- ژرژ دوامل (۱۹۶۶–۱۸۸۴)
- ژاک شاردون (۱۹۶۸–۱۸۸۴)
- ژان پولان (۱۹۶۸–۱۸۸۴)
- دنی آمیل (۱۹۷۷–۱۸۸۴)
- الکساندر آرنو (۱۹۷۳–۱۸۸۴)
- ژرژ ریبمون-دسیین (۱۹۷۴–۱۸۸۴)
- ساشا گیتری (۱۹۵۷–۱۸۸۵)
- آندره موروا (۱۹۶۷–۱۸۸۵)
- فرنان کروملنک (۱۹۷۰–۱۸۸۵)
- ژول رومن (۱۹۷۲–۱۸۸۵)
- مارت بیبسکو (۱۹۷۳–۱۸۸۵)
- آلبر تسرستوان (۱۹۷۴–۱۸۸۵)
- ژان پلرن (۱۹۲۱–۱۸۸۵)
- آلن فورنیه (۱۹۱۴–۱۸۸۶)
- فرانسوا کارکو (۱۹۵۸–۱۸۸۶)
- پیر بنوا (۱۹۶۲–۱۸۸۶)
- ژنویو فوکونیه (۱۹۶۹–۱۸۸۶)
- رولان دورژله (۱۹۷۳–۱۸۸۶)
- فلیکس دو شازورن (۱۹۴۰–۱۸۸۷)
- آنری پورا (۱۹۵۹–۱۸۸۷)
- ژان دو لا واراند (۱۹۵۹–۱۸۸۷)
- بلز ساندرار (۱۹۶۱–۱۸۸۷)
- فرانسوا موریاک (۱۹۷۰–۱۸۸۷)
- سن-ژان پرس (۱۹۷۵–۱۸۸۷)
- پیر ژان ژوو (۱۹۷۶–۱۸۸۷)
- مارسل مارتینه (۱۹۴۴–۱۸۸۷)
- ژرژ برنانوس (۱۹۴۸–۱۸۸۸)
- آنری بوسکو (۱۹۷۶–۱۸۸۸)
- پل موران (۱۹۷۶–۱۸۸۸)
- مارسل ژواندو (۱۹۷۹–۱۸۸۸)
- ژاک دو لاکروتل (۱۹۸۵–۱۸۸۸)
- ژاک پرادو (۱۹۲۸–۱۸۸۹)
- شارل سیلوستر (۱۹۴۸–۱۸۸۹)
- تریستان دورم (۱۹۴۱–۱۸۸۹)
- پیر روردی (۱۹۶۰–۱۸۸۹)
- امیل آنریو (۱۹۶۱–۱۸۸۹)

### ۱۸۹۰–۱۸۹۹
- موریس ژنووا (۱۹۸۰–۱۸۹۰)
- ویکتور سرژ (۱۹۴۷–۱۸۹۰)
- موریس بلانشار (۱۹۶۰–۱۸۹۰)
- ماکس ارنست (۱۹۷۶–۱۸۹۱)
- ژان کوکتو (۱۹۶۳–۱۸۹۲)
- پیر دریو لا روشل (۱۹۴۵–۱۸۹۳)
- کلود کائون (۱۹۵۴–۱۸۹۴)
- لویی-فردینان سلین (۱۹۶۱–۱۸۹۴)
- ژوزف دلتی (۱۹۷۸–۱۸۹۴)
- روژه ورسل (۱۹۵۷–۱۸۹۴)
- پل الوار (۱۹۵۲–۱۸۹۵)
- ژان ژیونو (۱۹۷۰–۱۸۹۵)
- گابریل شوالیه (۱۹۶۹–۱۸۹۵)
- ژان دوالیر (۱۹۷۰–۱۸۹۵)
- مارسل پانیول (۱۹۷۴–۱۸۹۵)
- آلبر کوئن (۱۹۸۱–۱۸۹۵)
- آنتونن آرتو (۱۹۴۸–۱۸۹۶)
- آندره بروتون (۱۹۶۶–۱۸۹۶)
- آنری دو مونترلان (۱۹۷۲–۱۸۹۵)
- تریستان تزارا (۱۹۶۳–۱۸۹۶)
- لویی آراگون (۱۹۸۲–۱۸۹۷)
- ژرژ باتای (۱۹۶۲–۱۸۹۷)
- ژوئه بوسکه (۱۹۵۰–۱۸۹۷)
- کیکو یاماتا (۱۹۷۵–۱۸۹۷)
- فیلیپ سوپو (۱۹۹۰–۱۸۹۷)
- مارسل تیری (۱۹۷۷–۱۸۹۷)
- امانوئل بوو (۱۹۴۵–۱۸۹۸)
- اوژن دابی (۱۹۳۶–۱۸۹۸)
- بنژامن فوندان (۱۹۴۴–۱۸۹۸)
- میشل دو گلدرود (۱۹۶۲–۱۸۹۸)
- روبر گوفن (۱۹۸۴–۱۸۹۸)
- فیلیپ آریا (۱۹۷۱–۱۸۹۸)
- ژوزف کسل (۱۹۷۹–۱۸۹۸)
- پل ویالار (۱۹۹۶–۱۸۹۸)
- ژئو نورژ (۱۹۹۰–۱۸۹۸)
- روژه ویتراک (۱۹۵۲–۱۸۹۹)
- ژاک اودیبرتی (۱۹۶۵–۱۸۹۹)
- مارسل آشار (۱۹۷۴–۱۸۹۹)
- لوئی گییو (۱۹۸۰–۱۸۹۹)
- آنری میشو (۱۹۸۴–۱۸۹۹)
- مارسل آرلان (۱۹۸۶–۱۸۹۹)
- آرمان سالاکرو (۱۹۸۹–۱۸۹۹)
- فرانسیس پونژ (۱۹۸۸–۱۸۹۹)

## سدهٔ ۲۰

### ۱۹۰۰–۱۹۰۹
- لوئی بروکیه (۱۹۷۶–۱۹۰۰)
- آنتوان دو سنت‌اگزوپری (۱۹۴۴–۱۹۰۰)
- روبر دسنوس (۱۹۴۵–۱۹۰۰)
- آندره شامسون (۱۹۸۳–۱۹۰۰)
- آندره دوتل (۱۹۹۱–۱۹۰۰)
- ژولین گرین (۱۹۹۸–۱۹۰۰)
- آمادو آمپاته با (۱۹۹۱–۱۹۰۰/۱۹۰۱)
- ژرژ لمبور (۱۹۷۰–۱۹۰۰)
- ژاک پره‌ور (۱۹۷۷–۱۹۰۰)
- ناتالی ساروت (۱۹۹۹–۱۹۰۰)
- سوزان لیلار (۱۹۹۲–۱۹۰۱)
- کلود اولین (۱۹۹۲–۱۹۰۱)
- ژان-ژوزف راباریولو (۱۹۳۷–۱۹۰۱)
- ژان پروو (۱۹۴۴–۱۹۰۱)
- دانیل-روپ (۱۹۶۵–۱۹۰۱)
- ژان گیتون (۱۹۹۹–۱۹۰۱)
- لانسا دل واستو (۱۹۸۱–۱۹۰۱)
- شارل لکوک (۱۹۲۲–۱۹۰۱)
- میشل لیریس (۱۹۹۰–۱۹۰۱)
- آندره مالرو (۱۹۷۶–۱۹۰۱)
- الکساندر ویالات (۱۹۷۱–۱۹۰۱)
- مارسل امه (۱۹۶۷–۱۹۰۲)
- ملکم دو شازال (۱۹۸۱–۱۹۰۲)
- ژولین تورما (۱۹۳۳–۱۹۰۲)
- لوئیز دو ویلمورن (۱۹۶۹–۱۹۰۲)
- ژان بروله (۱۹۹۱–۱۹۰۲)
- ژان تاردیو (۱۹۹۵–۱۹۰۳)
- ریمون رادیگه (۱۹۲۳–۱۹۰۳)
- لوسین رباته (۱۹۷۲–۱۹۰۳)
- ایرن نمیروفسکی (۱۹۴۲–۱۹۰۳)
- ژان فولن (۱۹۷۱–۱۹۰۳)
- ژرژ سیمنون (۱۹۸۹–۱۹۰۳)
- رمون کنو (۱۹۷۶–۱۹۰۳)
- مارگریت یورسنار (۱۹۸۷–۱۹۰۳)
- الا مایار (۱۹۹۷–۱۹۰۳)
- ژیلبر للی (۱۹۸۵–۱۹۰۴)
- گی لوی مانو (۱۹۸۰–۱۹۰۴)
- ژان-پل سارتر (۱۹۸۰–۱۹۰۵)
- ژرژ شه‌آده (۱۹۸۹–۱۹۰۵)
- لوئی اسکوتنر (۱۹۸۷–۱۹۰۵)
- ژان آمروش (۱۹۶۲–۱۹۰۶)
- ساموئل بکت (۱۹۸۹–۱۹۰۶)
- مادلین بوردوکس (۱۹۹۶–۱۹۰۶)
- آنری شاریر (۱۹۷۳–۱۹۰۶)
- شارل اکسبرایا (۱۹۸۹–۱۹۰۶)
- روژه فریزون-روشه (۱۹۹۹–۱۹۰۶)
- موریس فومبور (۱۹۸۱–۱۹۰۶)
- رنه اوئیگ (۱۹۹۷–۱۹۰۶)
- ایرن آموار (۱۹۹۴–۱۹۰۶)
- پیر مولن (۲۰۰۰–۱۹۰۶)
- موریس ساک (۱۹۴۵–۱۹۰۶)
- ریمون آبلیو (۱۹۸۶–۱۹۰۷)
- موریس بلانشو (۲۰۰۳–۱۹۰۷)
- رنه شار (۱۹۸۸–۱۹۰۷)
- آندره فرنو (۱۹۹۳–۱۹۰۷)
- پل گادن (۱۹۵۶–۱۹۰۷)
- روژه ژیلبر-لکونت (۱۹۴۳–۱۹۰۷)
- لوئی گیوم (۱۹۷۱–۱۹۰۷)
- اوژن گییویک (۱۹۹۷–۱۹۰۷)
- ویولت لدوک (۱۹۷۲–۱۹۰۷)
- روژه پیرفیت (۲۰۰۰–۱۹۰۷)
- ژول روا (۲۰۰۰–۱۹۰۷)
- روژه ویان (۱۹۶۵–۱۹۰۷)
- رنه دومال (۱۹۴۴–۱۹۰۸)
- سیمون دو بووار (۱۹۸۶–۱۹۰۸)
- روبر مرل (۲۰۰۴–۱۹۰۸)
- سیمون وی (۱۹۴۳–۱۹۰۹)
- روبر برازییاک (۱۹۴۵–۱۹۰۹)
- گابریل روا (۱۹۸۳–۱۹۰۹)
- آندره پیر دو ماندیارگه (۱۹۹۱–۱۹۰۹)
- لئو ماله (۱۹۹۶–۱۹۰۹)
- ژان دوستا (۱۹۹۳–۱۹۰۹)
- ژان گولمیه (۱۹۹۷–۱۹۰۵)

### ۱۹۱۰–۱۹۱۹
- ژان آنوئی (۱۹۸۷–۱۹۱۰)
- ژان ژنه (۱۹۸۶–۱۹۱۰)
- ژولین گراک (۲۰۰۷–۱۹۱۰)
- پل گوت (۱۹۹۷–۱۹۱۰)
- ژان-لوئی بونکور (۱۹۹۷–۱۹۱۱)
- آندره آردله (۱۹۷۴–۱۹۱۱)
- پاتریس دو لا تور دو پن (۱۹۷۵–۱۹۱۱)
- رنه بارژاول (۱۹۸۵–۱۹۱۱)
- گی دکار (۱۹۹۳–۱۹۱۱)
- اروه بازن (۱۹۹۶–۱۹۱۱)
- ژان کیرول (۲۰۰۵–۱۹۱۱)
- آرمل گرن (۱۹۸۰–۱۹۱۱)
- آنری ترویا (۲۰۰۷–۱۹۱۱)
- رافائل تاردون (۱۹۶۷–۱۹۱۱)
- پیر بول (۱۹۹۴–۱۹۱۲)
- ژاک دو بوربون بوسه (۲۰۰۱–۱۹۱۲)
- لئون-گونتران داماس (۱۹۷۸–۱۹۱۲)
- روژه ایکور (۱۹۸۶–۱۹۱۲)
- اوژن یونسکو (۱۹۹۴–۱۹۱۲)
- ادمون ژابه (۱۹۹۱–۱۹۱۲)
- ژان لسکور (۲۰۰۵–۱۹۱۲)
- آرمان روبن (۱۹۶۱–۱۹۱۲)
- تائو آمروش (۱۹۷۶–۱۹۱۳)
- آنری بوشو (۲۰۱۲–۱۹۱۳)
- آلبر کامو (۱۹۶۰–۱۹۱۳)
- امه سزر (۲۰۰۸–۱۹۱۳)
- ژیلبر سسبورن (۱۹۷۹–۱۹۱۳)
- موریس کولن (۱۹۹۹–۱۹۱۳)
- آلبر کوسری (۲۰۰۸–۱۹۱۳)
- پیر دانینو (۲۰۰۵–۱۹۱۳)
- لوک دیتریش (۱۹۴۴–۱۹۱۳)
- مولود فرعون (۱۹۶۲–۱۹۱۳)
- آرمان لانو (۱۹۸۳–۱۹۱۳)
- فلسین مارسو (۲۰۱۲–۱۹۱۳)
- دومینیک رولن (۲۰۱۲–۱۹۱۳)
- کلود سیمون (۲۰۰۵–۱۹۱۳)
- بئاتریکس بک (۲۰۰۸–۱۹۱۴)
- لوسین بودار (۱۹۹۸–۱۹۱۴)
- ژرژ-امانوئل کلانسیه (-۱۹۱۴)
- خولیو کورتاسار (۱۹۸۴–۱۹۱۴)
- مارگریت دوراس (۱۹۹۶–۱۹۱۴)
- رومن گاری (۱۹۸۰–۱۹۱۴)
- روژه رابینیو (۱۹۸۶–۱۹۱۴)
- روبر ریوس (۱۹۴۴–۱۹۱۴)
- پام فن کی (۱۹۹۲–۱۹۱۴)
- ژان آنگلاد (۲۰۱۷–۱۹۱۵)
- احمد سفریوی (۲۰۰۴–۱۹۱۵)
- کنستانتین ویرژیل گئورگیو (۱۹۹۲–۱۹۱۶)
- آن ابر (۲۰۰۰–۱۹۱۶)
- پل مورل (۲۰۰۷–۱۹۱۷)
- مولود مامری (۱۹۸۹–۱۹۱۷)
- ژان-لوئی کورتی (۱۹۹۵–۱۹۱۷)
- موریس دروئون (۲۰۰۹–۱۹۱۸)
- لوئی-رنه دفورت (۲۰۰۰–۱۹۱۸)
- آلن بوسکه (۱۹۹۸–۱۹۱۹)
- میشل دئون (۲۰۱۶–۱۹۱۹)
- پیر گامارا (۲۰۰۹–۱۹۱۹)
- ژاک لوران (۲۰۰۰–۱۹۱۹)
- مارک پاتن (۱۹۴۴–۱۹۱۹)
- روبر پنژه (۱۹۹۷–۱۹۱۹)
- آرمان توپه (۲۰۰۶–۱۹۱۹)

### ۱۹۲۰–۱۹۲۹
- ژان-فرانسوا شابرون (۱۹۹۷–۱۹۲۰)
- امیل دانوئن (۱۹۹۹–۱۹۲۰)
- بوریس ویان (۱۹۵۹–۱۹۲۰)
- آلبر ممی (- ۱۹۲۰)
- فرانسین دو سلو (۲۰۰۲–۱۹۲۰)
- گابریل ویتکوپ (۲۰۰۲–۱۹۲۰)
- محمد دیب (۲۰۰۳–۱۹۲۰)
- ژان پلگری (۲۰۰۳–۱۹۲۰)
- فرانسواز دوبون (۲۰۰۵–۱۹۲۰)
- ژان-پیر شاربول (۲۰۰۱–۱۹۲۰)
- آندره شدید (۲۰۱۱–۱۹۲۰)
- ژان-شارل پیشون (۲۰۰۶–۱۹۲۰)
- فردریک دار (۲۰۰۰–۱۹۲۱)
- لورانس ایشه (۲۰۰۷–۱۹۲۱)
- ژرال نوو (۱۹۶۰–۱۹۲۱)
- ژان لاکوتور (- ۱۹۲۱)
- فردریک ژاک تامپل (- ۱۹۲۱)
- روژه بوسینو (۲۰۰۱–۱۹۲۱)
- آنتوان بلوندن (۱۹۹۰–۱۹۲۲)
- ژان-شارل (۲۰۰۳–۱۹۲۲)
- ژان-کلود رنار (۲۰۰۲–۱۹۲۲)
- کلود اولیه (- ۱۹۲۲)
- آلن رب-گریه (۲۰۰۸–۱۹۲۲)
- استفان وول (۲۰۰۳–۱۹۲۲)
- فردریک کیزل (۲۰۰۷–۱۹۲۳)
- ایو بون‌فوآ (۲۰۱۶–۱۹۲۳)
- روژه فولون (۲۰۰۸–۱۹۲۳)
- ژرژ پرو (۱۹۷۸–۱۹۲۳)
- روبر ساباتیه (۱۹۲۳–۱۹۲۳)
- عثمان سمبن (۲۰۰۷–۱۹۲۳)
- پترو دومیتریو (۲۰۰۲–۱۹۲۴)
- فرانسوا اوژیرا (۱۹۷۱–۱۹۲۵)
- آلفونس بودار (۲۰۰۰–۱۹۲۵)
- فرانتس فانون (۱۹۶۱–۱۹۲۵)
- فیلیپ ژاکوته (- ۱۹۲۵)
- روژه نیمیه (۱۹۶۲–۱۹۲۵)
- ژان دورمسون (۲۰۱۷–۱۹۲۵)
- میشل بوتور (۲۰۱۶–۱۹۲۶)
- ادریس شرایبی (۲۰۰۷–۱۹۲۶)
- میشل فوکو (۱۹۸۴–۱۹۲۶)
- ژان سناک (۱۹۷۳–۱۹۲۶)
- رنه فاله (۱۹۸۳–۱۹۲۷)
- ژاک دوپن (۲۰۱۲–۱۹۲۷)
- احمدو کوروما (۲۰۰۳–۱۹۲۷)
- فرانسوا نوریسیه (۲۰۱۱–۱۹۲۷)
- ادوار گلیسان (۲۰۱۱–۱۹۲۸)
- پیر شوئندورفر (۲۰۱۲–۱۹۲۸)
- آندره شوارتس-بارت (۲۰۰۶–۱۹۲۸)
- شیخ حمیدو کان (- ۱۹۲۸)
- اوبر آکن (۱۹۷۷–۱۹۲۹)
- ماریاما با (۱۹۸۱–۱۹۲۹)
- نیکولا بوویه (۱۹۹۸–۱۹۲۹)
- فرانسوا شنگ (- ۱۹۲۹)
- میلان کوندرا (–۱۹۲۹)
- برتران پوارو-دلپش (۲۰۰۶–۱۹۲۹)
- کاتب یاسین (۱۹۸۹–۱۹۲۹)

### ۱۹۳۰–۱۹۳۹
- دومینیک زاردی (۲۰۰۹–۱۹۳۰)
- فرانسواز ماله-ژوریس (۲۰۱۶–۱۹۳۰)
- ژان برتون (۲۰۰۶–۱۹۳۰)
- فیلیپ بوایه (-۱۹۳۱)
- ژیل پرو (-۱۹۳۱)
- سباستین ژاپریسو (۲۰۰۳–۱۹۳۱)
- جک تیولوا (۱۹۹۶–۱۹۳۱)
- فردریک تریستان (-۱۹۳۱)
- ژوزف ژوفو (-۱۹۳۱)
- فرناندو آرابال (-۱۹۳۲)
- مونگو بتی (۲۰۰۱–۱۹۳۲)
- کلود پوژاد-رنو (-۱۹۳۲)
- ژاک گودبو (-۱۹۳۳)
- زغلول مورسی (-۱۹۳۳)
- آلن آمسلک (-۱۹۳۴)
- رنه-ویکتور پیل (-۱۹۳۴)
- لیونل ری (-۱۹۳۵)
- آگوتا کریستف (۲۰۱۱–۱۹۳۵)
- کلود استبان (۲۰۰۶–۱۹۳۵)
- سیمون له (۲۰۱۴–۱۹۳۵)
- فرانسواز ساگان (۲۰۰۴–۱۹۳۵)
- دانیل زیمرمان (۲۰۰۰–۱۹۳۵)
- فرانکتین (-۱۹۳۶)
- ماری روانه (-۱۹۳۶)
- فیلیپ سولرس (-۱۹۳۶)
- ژاک بلفروا (-۱۹۳۶)
- آسیه جبار (۲۰۱۵–۱۹۳۶)
- ژان-ادرن الیه (۱۹۹۷–۱۹۳۶)
- دومینیک ژامه (-۱۹۳۶)
- ژرژ پرک (۱۹۸۲–۱۹۳۶)
- مارک آلن (-۱۹۳۷)
- ژانی بواسار (-۱۹۳۷)
- ماریز کنده (-۱۹۳۷)
- کنراد دتره (۱۹۸۵–۱۹۳۷)
- ونوس خوری-غاتا (-۱۹۳۷)
- ژان متلو (۲۰۱۴–۱۹۳۷)
- پیر بیلون (-۱۹۳۷)
- آندره برونن (۱۹۹۳–۱۹۳۷)
- سیمون شوارتس-بارت (-۱۹۳۸)
- ژان-لوئی مونو (-۱۹۳۸)
- ماری-کلر بله (-۱۹۳۹)
- ژان-پیر دستوئلی (-۱۹۳۹)
- پیر مرتن (-۱۹۳۹)

### ۱۹۴۰–۱۹۴۹
- آنی ارنو (-۱۹۴۰)
- ژان-ماری گوستاو لو کلزیو (-۱۹۴۰)
- پیر کومبسکو (-۱۹۴۰)
- نبیل فارس (-۱۹۴۰)
- امیل اولیویه (۲۰۰۲–۱۹۴۰)
- یامبو اوئولوگم (-۱۹۴۰)
- موریس توئیلیر (-۱۹۴۰)
- ژرار گگان (-۱۹۴۰)
- ژان-لوک بنوزیگلیو (-۱۹۴۱)
- ژان-پل دمور (-۱۹۴۱)
- محمد خیرالدین (۱۹۹۵–۱۹۴۱)
- آن-ماری سیمون (-۱۹۴۱)
- ژان مارسل (-۱۹۴۱)
- کریستین گلی (-۱۹۴۳)
- لزلی کاپلان (-۱۹۴۳)
- میشل لوارت (-۱۹۴۳)
- ژاک-آرنو پنان (۱۹۹۴–۱۹۴۳)
- جولیو-انریکو پیزانی (-۱۹۴۳)
- ژان سیمونو (-۱۹۴۳)
- واسیلیس الکساکیس (-۱۹۴۴)
- طاهر بن جلون (-۱۹۴۴)
- برنار لنتریک (۲۰۰۹–۱۹۴۴)
- دانیل دو روله (-۱۹۴۴)
- پل آمون (-۱۹۴۴)
- احمد کامیابی مسک (-۱۹۴۴)
- دانیل پنک (-۱۹۴۴)
- توما دره‌تار (-۱۹۴۵)
- پیر میشون (-۱۹۴۵)
- ژرار آدام (-۱۹۴۵)
- آلیون بادارا کولیبالی (-۱۹۴۵)
- تونی دوور (۲۰۰۸–۱۹۴۵)
- پاتریک مودیانو (-۱۹۴۵)
- مکس ژنو (-۱۹۴۵)
- میشل-ژرژ میکبرت (-۱۹۴۵)
- کتی رمی (-۱۹۴۵)
- میشل ریو (-۱۹۴۵)
- شانتال توما (-۱۹۴۵)
- ژان آلامبر (-۱۹۴۶)
- فلورانس دو بودوس (-۱۹۴۶)
- رنو کامو (-۱۹۴۶)
- ژان-ایو کولت (-۱۹۴۶)
- آندره-ژوزف دوبوا (-۱۹۴۶)
- آنژل کوسته (-۱۹۴۶)
- نیکول مالینکونی (-۱۹۴۶)
- برنار-روژه ماتیو (-۱۹۴۶)
- پاتریک رامبو (-۱۹۴۶)
- مونیک توماستی (-۱۹۴۶)
- والری آفاناسیف (-۱۹۴۷)
- اتین باریلیه (-۱۹۴۷)
- ژوئل برت (-۱۹۴۷)
- ژرژ-اولیویه شاتورینو (-۱۹۴۷)
- رنه فرنی (-۱۹۴۷)
- گی گوفت (-۱۹۴۷)
- ژاک ژوئه (-۱۹۴۷)
- ریشار خیتزین (-۱۹۴۷)
- سونی لابو تانسی (۱۹۹۵–۱۹۴۷)
- روبر لالوند (-۱۹۴۷)
- میشل لبر (-۱۹۴۷)
- ژان مایه (-۱۹۴۷)
- دانیل ماکسیمن (-۱۹۴۷)
- هلن دو مونفران (-۱۹۴۷)
- ژان اشنوز (-۱۹۴۷)
- تیرنو موننمبو (-۱۹۴۷)
- پاتریک پواور داروور (-۱۹۴۷)
- پاتریک روژیه (-۱۹۴۷)
- اولیویه رولن (-۱۹۴۷)
- الیزابت وناربورگ (-۱۹۴۷)
- برنار-ماری کولته (۱۹۸۹–۱۹۴۸)
- ژان-پیر پوچیونی (-۱۹۴۸)
- پاسکال کنیار (-۱۹۴۸)
- برونو روبر (-۱۹۴۸)
- گی شارماسون (-۱۹۴۹)
- دیدیه دنینک (-۱۹۴۹)
- فیلیپ دیژان (-۱۹۴۹)
- میشل فراچی-پوری (-۱۹۴۹)
- پاسکال گارنیه (-۱۹۴۹)
- ژان-کلو اوک (-۱۹۴۹)
- امین معلوف (-۱۹۴۹)
- کریستین اوسته (-۱۹۴۹)
- ژان رولن (-۱۹۴۹)
- سیزیا زیکه (۲۰۱۱–۱۹۴۹)
- آنی دگروت (-۱۹۴۹)

### ۱۹۵۰–۱۹۵۹
- ژیل کارپونتیه (- ۱۹۵۰)
- لورانس کوسه (- ۱۹۵۰)
- ژان-پل دوبوا (- ۱۹۵۰)
- پیر پرن دو شاسایین (- ۱۹۵۰)
- عبدالحق سرهان (- ۱۹۵۰)
- فیلیپ دولرم (- ۱۹۵۰)
- تیدیان ندیای (- ۱۹۵۰)
- روژه مارتن (- ۱۹۵۰)
- ژان-کلود میشه‌آ (- ۱۹۵۰)
- آنتوان ولودین (- ۱۹۵۰)
- عزیز شواکی (- ۱۹۵۱)
- کریستین بوبن (- ۱۹۵۱)
- رمضان اسعاد (- ۱۹۵۱)
- لمی لمان کوکو (- ۱۹۵۱)
- برنار سیمونه (- ۱۹۵۱)
- حامد تیبوشی (- ۱۹۵۱)
- موسی کوناته (۲۰۱۳–۱۹۵۱)
- سالم جی (- ۱۹۵۱)
- رنه دو سکاتی (- ۱۹۵۲)
- فرانسوا امانوئل (- ۱۹۵۲)
- دن فرانک (- ۱۹۵۲)
- پرسی کمپ (- ۱۹۵۲)
- ژان روئو (- ۱۹۵۲)
- آنری ساکی (- ۱۹۵۲)
- ژرالد تننبوم (- ۱۹۵۲)
- رافائل اوبر (- ۱۹۵۳)
- فرانسوا بون (- ۱۹۵۳)
- دنی لافریر (- ۱۹۵۳)
- ژرار کارامارو (- ۱۹۵۳)
- نانسی اوستون (- ۱۹۵۳)
- ریشار میه (- ۱۹۵۳)
- ماریاما اندویه (- ۱۹۵۳)
- فرانسواز اوربان-منینگر (- ۱۹۵۳)
- آلن بلوتیر (- ۱۹۵۴)
- پاتریک سنتا (- ۱۹۵۴)
- گی دارول (- ۱۹۵۴)
- دانیل دبین (- ۱۹۵۴)
- طاهر جاووت (۱۹۹۳–۱۹۵۴)
- اکلی تاجر (- ۱۹۵۴)
- لوران سگالان (- ۱۹۵۴)
- کاترین لابوبه (- ۱۹۵۵)
- اروه گیبر (۱۹۹۱–۱۹۵۵)
- کامارا نانگالا (- ۱۹۵۵)
- مرسدس دامبروسیس (- ۱۹۵۵)
- کارولین لامارش (- ۱۹۵۵)
- ژان-پیر نوگرت (- ۱۹۵۵)
- ژان-پی‌یر والوتون (- ۱۹۵۵)
- سرژ ونتورینی (- ۱۹۵۵)
- اوژن ساویتسکایا (- ۱۹۵۵)
- ریشار بلون (- ۱۹۵۶)
- آلن بروتون (- ۱۹۵۶)
- ژیزل پینو (- ۱۹۵۶)
- روبر راسین (- ۱۹۵۶)
- ژان-پیر تیوله (- ۱۹۵۶)
- لیونل ترویو (- ۱۹۵۶)
- عزوز بقاق (- ۱۹۵۷)
- آلن دوفوسه (۲۰۱۷–۱۹۵۷)
- مارک دوگن (- ۱۹۵۷)
- کامیل لوران (- ۱۹۵۷)
- سالواتوره لومباردو (- ۱۹۵۷)
- اروه لو تلیه (- ۱۹۵۷)
- آندره مکین (- ۱۹۵۷)
- آرنو پونتیه (- ۱۹۵۷)
- یوسف رزوقه (- ۱۹۵۷)
- ژان-فیلیپ توسن (- ۱۹۵۷)
- فرد وارگا (- ۱۹۵۷)
- پیر یرژو (- ۱۹۵۷)
- تیری بنستنژل (- ۱۹۵۸)
- آلن بونان (- ۱۹۵۸)
- اولیویه دولورم (- ۱۹۵۸)
- اریک زمور (- ۱۹۵۸)
- ژان-لوک دوبار (- ۱۹۵۸)
- فیلیپ فورنیه (- ۱۹۵۸)
- ژان-مارک روویر (- ۱۹۵۸)
- میشل ولبک (- ۱۹۵۸)
- پاتریس لانوا (- ۱۹۵۸)
- ایو لاپلاس (- ۱۹۵۸)
- مارک-ادوارد نب (- ۱۹۵۸)
- دونی روبر (- ۱۹۵۸)
- گائتان سوسی (۲۰۱۳–۱۹۵۸)
- بلیندا کانون (- ۱۹۵۹)
- بنوا دامون (- ۱۹۵۹)
- موریس ژرژ دانتک (۲۰۱۶–۱۹۵۹)
- ماریلین دبیول (- ۱۹۵۹)
- مارکوس ادیگر (- ۱۹۵۹)
- ژروم اس (- ۱۹۵۹)
- آلن مارک (- ۱۹۵۹)
- یاسمینا رضا (- ۱۹۵۹)
- بنژامن سه‌هنه (- ۱۹۵۹)
- پیر مرو (- ۱۹۵۹)

### ۱۹۶۰–۱۹۶۹
- ایو ماری آدلین (- ۱۹۶۰)
- کارلوس آلوارادو-لاروکائو (- ۱۹۶۴)
- آن پواره (- ۱۹۶۵)
- برنار کومان (- ۱۹۶۰)
- اکزاویه آنوت (- ۱۹۶۰)
- آریان لو فور (- ۱۹۶۰)
- شریف مجدلانی (- ۱۹۶۰)
- ویویان مور (- ۱۹۶۰)
- اریک امانوئل اشمیت (- ۱۹۶۰)
- فرانسوا والژو (- ۱۹۶۰)
- آن سر (- ۱۹۶۰)
- یینگ شن (- ۱۹۶۱)
- ژان-کریستوف گرانژه (- ۱۹۶۱)
- تاتیانا دو روزنه (- ۱۹۶۱)
- برنارد وربر (- ۱۹۶۱)
- مارک لوی (- ۱۹۶۱)
- آنتوان بیو (- ۱۹۶۱)
- آلن بولیو (- ۱۹۶۲)
- پاتریک بووه (- ۱۹۶۲)
- فیلیپ کلودل (- ۱۹۶۲)
- کوسی افوی (- ۱۹۶۲)
- سوفی فونتانل (- ۱۹۶۲)
- ژان-ایو ماسون (- ۱۹۶۲)
- کریستین مورل دو سارکو (- ۱۹۶۲)
- کوین بوکیلی (- ۱۹۶۳)
- بئاتریس امر (- ۱۹۶۳)
- الکسی ژنی (- ۱۹۶۳)
- استفان اودگی (- ۱۹۶۴)
- پیر بوترو (۲۰۰۹–۱۹۶۴)
- اریک شویار (- ۱۹۶۴)
- سیموس داغتکین (- ۱۹۶۴)
- فیلیپ دی فولکو (- ۱۹۶۴)
- فردریک لونورمان (- ۱۹۶۴)
- پاتریک لووی (- ۱۹۶۴)
- استفان ملیاد (- ۱۹۶۴)
- هنر سلیم (- ۱۹۶۴)
- فیلیپ سگور (- ۱۹۶۴)
- اولیویا روزنتال (- ۱۹۶۵)
- پیر گری (- ۱۹۶۵)
- فردریک بایگبدر (- ۱۹۶۵)
- آن اسکات (- ۱۹۶۵)
- سدریک بانل (- ۱۹۶۶)
- آن کالیف (- ۱۹۶۶)
- ژان-فیلیپ کازیه (- ۱۹۶۶)
- کریستوف فیات (- ۱۹۶۶)
- اریک لوران (- ۱۹۶۶)
- سوفی لوبیر (- ۱۹۶۶)
- آلن مابانکو (- ۱۹۶۶)
- کریستوف ماری (- ۱۹۶۶)
- دلفین دو ویگان (- ۱۹۶۶)
- لوئیک باریر (- ۱۹۶۷)
- فیلیپ گوردن (- ۱۹۶۷)
- کریستف ماری (- ۱۹۶۶)
- میلیس دو کرانگال (- ۱۹۶۷)
- جاناتان لیتل (- ۱۹۶۷)
- لوران مارگانتن (- ۱۹۶۷)
- لوران مووینیه (- ۱۹۶۷)
- الکساندر نجار (- ۱۹۶۷)
- ماری نادی (- ۱۹۶۷)
- فرانسواز نیمال (- ۱۹۶۷)
- آملی نوتومب (- ۱۹۶۷)
- ژیل سبان (- ۱۹۶۷)
- الکساندر برگامینی (- ۱۹۶۸)
- فاتو دیومه (- ۱۹۶۸)
- کریستوف فره (- ۱۹۶۸)
- وجدی معوض (- ۱۹۶۸)
- برایان پرو (- ۱۹۶۸)
- ژان-لوک راهاریمانانا (- ۱۹۶۸)
- الیت آبکاسی (- ۱۹۶۹)
- لوران دو گرو (۲۰۰۱–۱۹۶۹)
- ویرژینی دپانت (- ۱۹۶۹)
- لویی آمون (- ۱۹۶۹)
- بلاندین لو کاله (- ۱۹۶۹)
- پیر منار (- ۱۹۶۹)
- یان موا (- ۱۹۶۹)

### ۱۹۷۰–۱۹۷۹
- ونسان ان (- ۱۹۷۰)
- ژوئل اگلوف (- ۱۹۷۰)
- کریستف اونوره (- ۱۹۷۰)
- توما پاری (- ۱۹۷۰)
- ممدو محمود اندونگو (- ۱۹۷۰)
- آنا گاوالدا (- ۱۹۷۰)
- بئاتریس لوکا (- ۱۹۷۰)
- گوئنائل اوبری (- ۱۹۷۱)
- ژی‌ام ار (- ۱۹۷۱)
- آن گودار (- ۱۹۷۱)
- سمیرا بلیل (۲۰۰۴–۱۹۷۲)
- ماتیاس آنار (- ۱۹۷۲)
- اولیویه گودفروا (- ۱۹۷۲)
- لوران گوده (- ۱۹۷۲)
- کارل منین (- ۱۹۷۲)
- والری مرژن (- ۱۹۷۲)
- سیلون تسون (- ۱۹۷۲)
- رولان میشل ترامبله (- ۱۹۷۲)
- کلوئه دلوم (- ۱۹۷۳)
- مهدی بلهاج کاسم (- ۱۹۷۳)
- استانیسلاس ولس (- ۱۹۷۳)
- نیکولا ره (- ۱۹۷۳)
- تانگی ویل (- ۱۹۷۳)
- اولیویه آدام (- ۱۹۷۴)
- گیوم موسو (- ۱۹۷۴)
- نلی آرکان (۲۰۰۹–۱۹۷۵)
- میریام سیلوزو (۱۹۹۹–۱۹۷۵)
- ماکسیم شاتام (- ۱۹۷۶)
- ژان فرانسوا دووان (- ۱۹۷۸)
- گرگوار پوله (- ۱۹۷۸)

### ۱۹۸۰–۱۹۸۹
- لیندا ماریا بارو (- ۱۹۸۱)
- ژان باتیست دلامو (- ۱۹۸۱)
- ماتیو گوستولا (- ۱۹۸۱)
- دومینیک بلاوانس (- ۱۹۸۲)
- آریل کونیگ (- ۱۹۸۳)
- فائزه گوئن (- ۱۹۸۵)

### ۱۹۹۰–۱۹۹۹
- مارین دفالور (- ۱۹۹۲)